# História da nudez

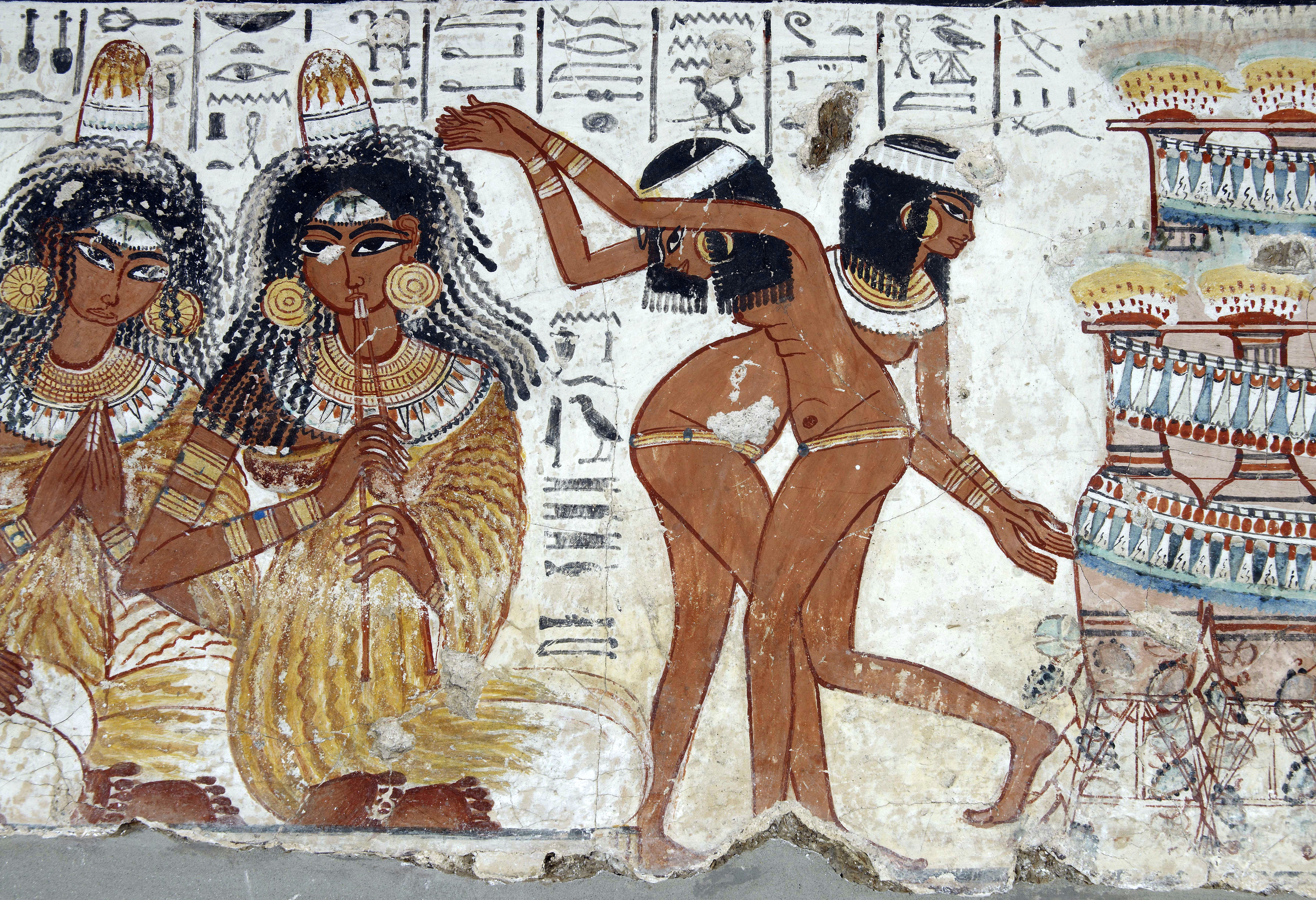
Mulheres artistas apresentam-se em uma festa no antigo Egito; as dançarinas estão nuas e o músico usa um vestido plissado típico, bem como o cone de gordura perfumada no topo de sua peruca que derrete lentamente para emitir seus odores preciosos; ambos os grupos usam jóias, longas perucas e cosméticos; não usam sapatos - Tumba em Tebas c.

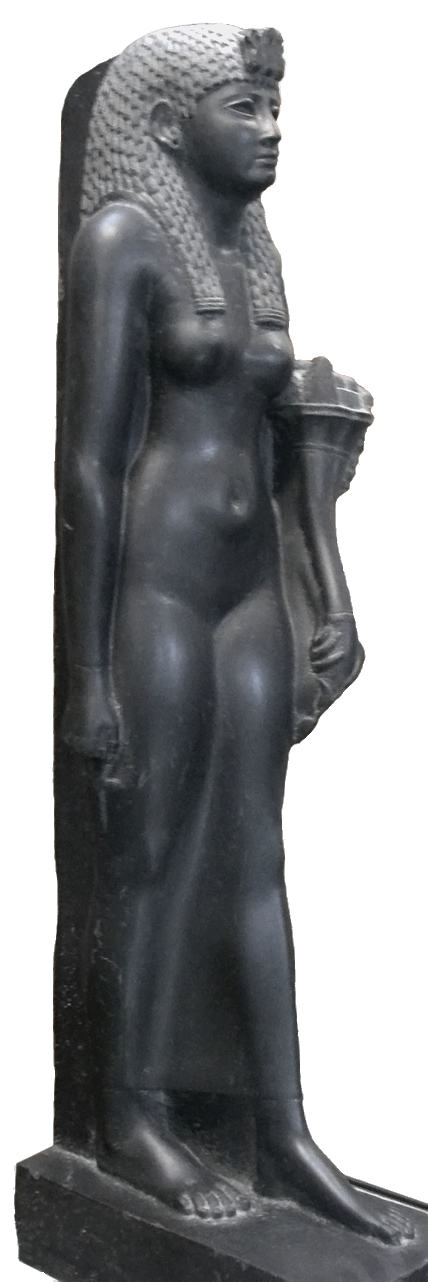
Estátua em basalto - Cleópatra VII - tempos ptolemaicos

A história da nudez envolve atitudes sociais em relação à nudez em diferentes culturas da história. Não se sabe quando os seres humanos começaram a usar roupas, embora haja algumas evidências arqueológicas para indicar que a roupa pode ter se tornado comum na sociedade humana em torno de 72.000 anos atrás. Nudez (ou nudez quase completa) tem sido tradicionalmente a norma social para homens e mulheres em algumas culturas de caçadores-coletores em climas quentes e ainda é comum entre muitos povos indígenas.  Antropólogos acreditam que as peles de animais e a vegetação foram adaptadas em coberturas como proteção contra o frio, o calor e a chuva, especialmente quando os humanos migraram para novos climas; alternativamente, a cobertura pode ter sido inventada primeiro para outros propósitos, como magia, decoração, culto ou prestígio, e mais tarde considerada prática também.
No Egito antigo usava-se o mínimo de roupas e, em várias culturas antigas do Mediterrâneo, a nudez atlética e/ou cultista de homens e meninos era algo natural. Na Roma antiga, a nudez podia ser uma desgraça pública e considerada ofensiva ou desagradável mesmo em ambientes tradicionais, embora pudesse ser vista em banhos públicos ou na arte erótica. No Japão, a nudez pública era bastante normal e comum até a Restauração Meiji. Na Europa, os tabus contra a nudez começaram a crescer durante o Iluminismo, e já durante a  era vitoriana a nudez pública era considerada obscena. Nos primeiros anos do século XX, o movimento moderno do naturismo começou a se desenvolver.

## Paleolítico
Como as peles de animais e os vegetais se decompõem prontamente, não há evidências arqueológicas de quando e como as roupas se desenvolveram. No entanto, estudos recentes de piolhos sugerem que a roupa pode ter se tornado comum na sociedade humana há cerca de 72 mil anos. Se isso estiver correto, isso significaria que por cerca de 128.000 anos e na maioria da história do homem anatomicamente moderno, os humanos podem não ter usado roupas. Alguns antropólogos acreditam que tanto o Homo habilis como o Homo erectus podem ter usado peles de animais para proteção, colocando as origens da roupa em, talvez, um milhão de anos ou mais.

## Egito Antigo
As modas no antigo Egito não mudaram muito ao longo dos milênios. Os antigos egípcios usavam o mínimo de roupas. Tanto homens como mulheres das classes mais baixas estavam comumente de peito nu e descalços, vestindo uma simples tanga ao redor da cintura. Os escravos normalmente não usavam nada. As mulheres mais ricas geralmente usavam um "kalasiris", um vestido de linho solto drapeado ou translúcido que ficava logo acima ou abaixo dos seios. Mulheres artistas se apresentavam nuas. As crianças ficavam sem roupa até a puberdade, por volta dos 12 anos.
Embora a quantidade mínima de roupas fosse a norma no antigo Egito, o costume era considerado humilhante por outras culturas antigas. Por exemplo, a Bíblia Hebraica registra: "Assim o rei dos assírios levará os prisioneiros do Egito, e os cativos da Etiópia, jovens e velhos, nus e descalços, com suas nádegas descobertas para a vergonha do Egito". Imagens semelhantes ocorrem em muitos baixos-relevos, também de outros impérios.

## Grécia Antiga

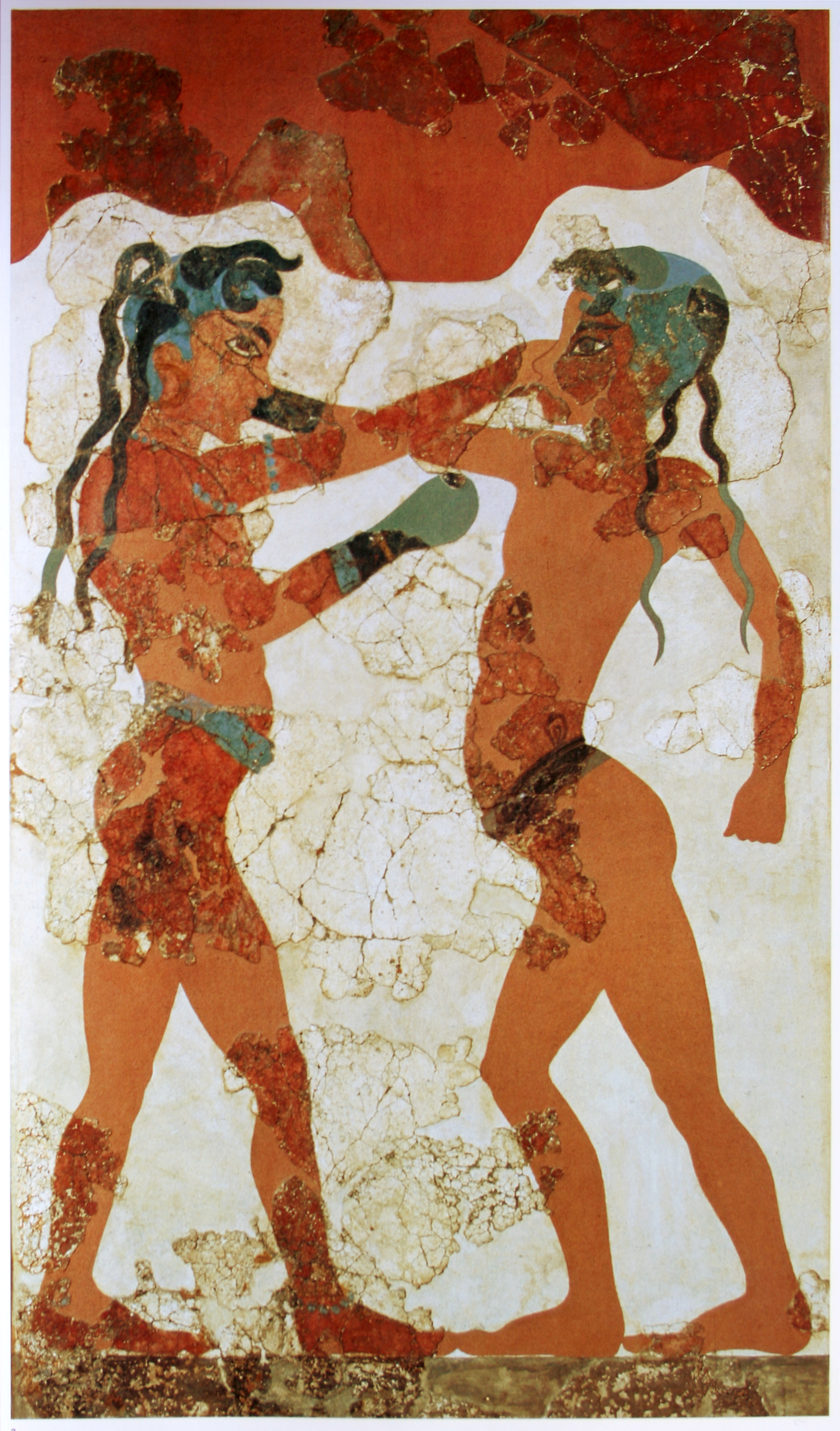
Afresco com Jovens boxeadores Minoicos nus, exceto por uma cinta (Ilha de Santorini)

Em algumas culturas antigas do Mediterrâneo, mesmo após o estágio de caçadores-coletores, a nudez atlética e/ou cultista de homens e meninos - e raramente de mulheres e meninas - era um conceito natural. A civilização minoica valorizou o atletismo, com taurocatapsia sendo um evento favorito.Tanto homens quanto mulheres participavam vestindo apenas uma tanga, pois o peito desnudo para ambos os sexos era a norma cultural; homens usavam tangas, enquanto as mulheres usavam um vestido de frente aberta.
A Grécia antiga tinha um fascínio particular pela estética, que também se refletia no vestuário ou na sua ausência. Esparta tinha códigos rigorosos de treinamento (agogê) e o exercício físico era realizado com nudez. Atletas competiram nus em eventos esportivos públicos. Mulheres espartanas, assim como homens, às vezes ficavam nus em procissões e festivais públicos. Essa prática foi projetada para encorajar a virtude nos homens enquanto eles estavam em guerra e uma avaliação da saúde das mulheres. Mulheres e deusas eram normalmente retratadas em esculturas do  perído Clássico, com exceção da nudez de Afrodite.
.

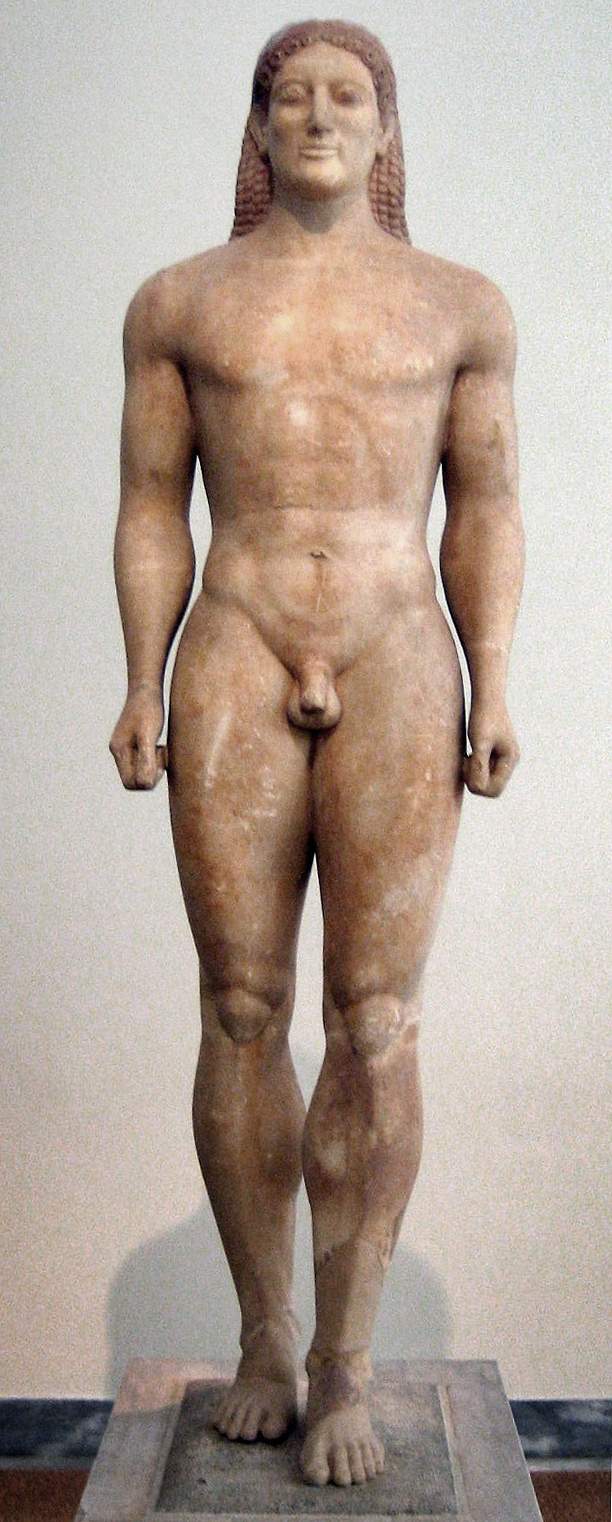
Um Kouros, a representação Arcaica do ideal da nudez de um homem

No entanto, geralmente os conceitos de vergonha ou ofensa, ou o conforto social do indivíduo, parecem ter impedido a nudez pública no resto da Grécia e no mundo antigo no leste e no oeste, com exceções no que é hoje são América do Sul, e na África e na Austrália. Políbio afirma que celtas tipicamente lutavam nus, "A aparência desses guerreiros nus era um espetáculo aterrorizante, pois eram todos homens de físico esplêndido e no auge da vida."
Na antiguidade, mesmo antes da era clássica, por exemplo, na civilização minoica, o exercício atlético era uma parte importante da vida cotidiana. Os  Gregos creditaram a várias figuras mitológicas realizações atléticas e os deuses masculinos (especialmente Apolo e Héracles, patronos do esporte) eram comumente representados como atletas. Enquanto a escultura grega frequentemente mostrava homens completamente nus, um novo conceito para as fêmeas, "Venus Pudica" (ou parcialmente nua) apareceu, por exemplo, na escultura grega "Vitória de Samotrácia".
A nudez no esporte era muito comum, com quase todos os esportes realizados nus. Como tradição, foi provavelmente introduzida pela primeira vez na Cidade-Estado de Esparta, durante o último período arcaico.

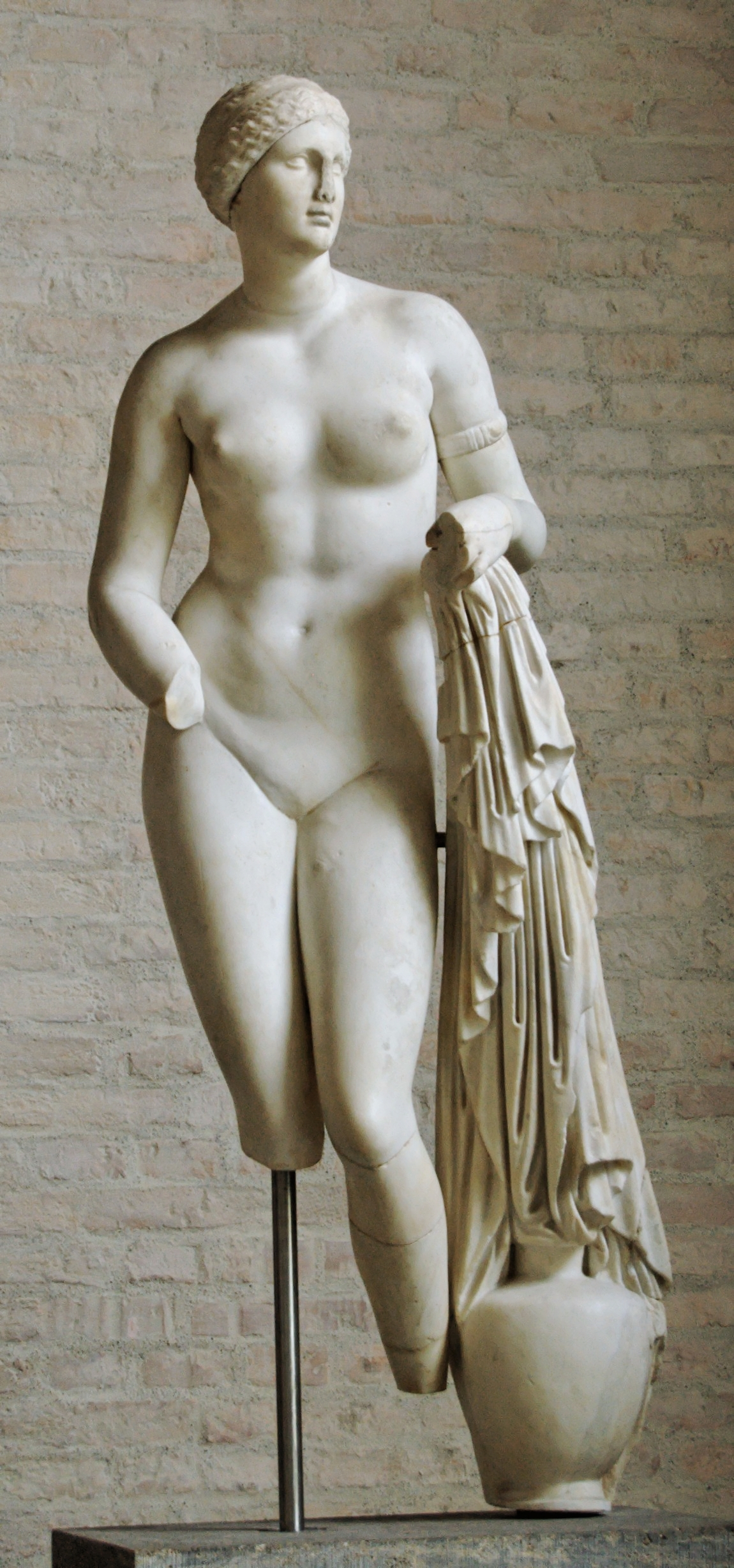
Exemplo - Afrodite de Cnido

A civilização da Grécia Antiga (Hellas), durante o período arcaico, tinha uma estética atlética com culto à  nudez que tipicamente incluía homens adultos e adolescentes, mas às vezes também meninos, mulheres e meninas. O amor pela beleza também incluía o corpo humano, além do amor pela natureza, filosofia e artes. A palavra grega  "ginásio" significa 'um lugar para treinar nu'. Atletas do sexo masculino competiam nus, mas a maioria das cidades-estado da época não permitia participantes nem espectadores do sexo feminino ou nesses eventos, Esparta sendo uma exceção notável.
Nudez em cerimônias religiosas também foi praticada na Grécia. A estátua de Moscophoros, um remanescente da arcaica Acrópole de Atenas, retrata um jovem carregando um bezerro em seus ombros, presumivelmente levando o animal ao altar para sacrifício. O Moschophoros não está completamente nu: um pedaço de tecido muito fino e quase transparente é cuidadosamente colocado sobre os ombros, parte superior dos braços e coxas da frente, o que, no entanto, deixou seus genitais propositadamente expostos. Nesse caso, a vestimenta aparentemente cumpria uma função sacerdotal puramente cerimonial, na qual a modéstia não era um problema.
Na cultura grega, representações de nudez erótica eram consideradas normais. Os gregos estavam conscientes da natureza excepcional de sua nudez, observando que "geralmente em países que estão sujeitos aos bárbaros, o costume é considerado desonroso; os amantes dos jovens compartilham a má reputação na qual a filosofia e os esportes nus são mantidos, porque eles são inimigos da tirania;" Tanto na Grécia quanto na Roma antiga, a nudez pública também era aceita no contexto do banho público. Também era comum que uma pessoa fosse punida sendo parcialmente ou completamente despojada e amarrada em público; em alguns sistemas jurídicos, punições corporais judiciais nas nádegas nuas persistiram até ou mesmo além da era feudal, seja apenas para menores ou também para adultos, até hoje, mas raramente ainda em público. Conforme preceitos bíblicos da era do Império Romano, os prisioneiros eram frequentemente despidos, como uma forma de humilhação.

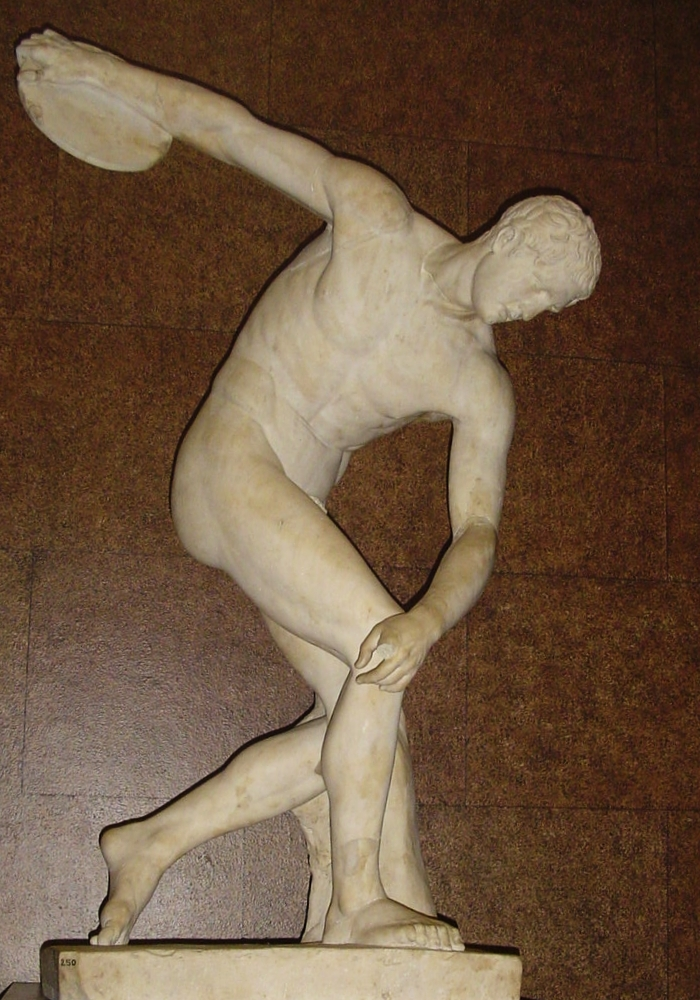
Obra de Míron do século V a.C, Discóbolo, British Museum

As origens da nudez no esporte grego antigo são o tema de uma lenda sobre o atleta, Orsipo de Megara. Existem vários mitos sobre essas origens; numa Orsippus perde sua túnica do dorso durante a corrida de estádios dos 15º Jogos Olímpicos em 720 aC, o que lhe dá uma vantagem e ele vence. Outros atletas então imitam ele e a moda nasceu.
A nudez no esporte se espalhou por toda a Grécia, pela grande Grécia e até mesmo por suas colônias mais distantes, e os atletas de todas as partes, reuniam-se para os Jogos Olímpicos e os outros Jogos Pan-Helénicos, competiam nus em quase todas as disciplinas, como boxe, luta livre, pancrácio (uma mistura de estilo livre de boxe e luta livre, onde dano físico grave era permitido) & ndash; Em tais artes marciais, chances iguais em termos de aderência e proteção do corpo exigem um uniforme não restritivo (como atualmente ocorre) ou nenhum. O estágio e várias outras corridas a pé, incluindo a de revezamento, e o pentatlo (composto de luta livre, estádio, salto em distância, lançamento de dardo e arremesso de disco) também eram praticadas com atletas nus. No entanto, embora nas corridas de bigas e outros se usassem roupas ao competir, também há representações de corredores nus nas bigas.
Acredita-se que isso esteja enraizado na noção religiosa de que a excelência esportiva era uma oferta "estética" aos deuses (quase todos os jogos montados em festivais religiosos) e, de fato, em muitos jogos era privilégio do vencedor ser representado nu estátua votiva oferecida em um templo, ou mesmo para ser imortalizada como modelo para a estátua de um deus. Realizar os esportes em nudez certamente também foi bem-vindo como uma medida para evitar o jogo sujo, que foi punido publicamente no local pelos juízes (muitas vezes dignitários religiosos) com chicotadas. O agressor ficava nu quando era chicoteado.
A evidência da nudez grega no esporte vem das inúmeras representações sobreviventes de atletas (escultura, mosaicos e pinturas de vasos). Atletas famosos foram homenageados por estátuas erguidas para a comemoração (ver Milo de Crotona). Alguns autores insistem em que a nudez atlética na arte grega é apenas uma convenção artística, achando inacreditável que qualquer um tivesse corrido nu. Essa visão poderia ser atribuída ao pudor vitoriano tardio aplicado anacronicamente aos tempos antigos. Outras culturas na antiguidade não praticavam nudez atlética e condenavam a prática grega. Sua rejeição aos esportes nus foi, por sua vez, condenada pelos gregos como um sinal de tirania e repressão política.
Os atletas gregos, embora nus, parecem ter feito questão de evitar a exposição de sua glande, por exemplo, por nfibulação masculina ou vestindo um cinodesma.
Enquanto as estátuas de homens frequentemente mostravam nudez completa, as estátuas femininas eram frequentemente mostradas com o conceito de “Venus Pudica” (parcialmente vestida ou modesta). Um bom exemplo é a já citada estátua feminina Vitória da Samotrácia.

## Roma Antiga

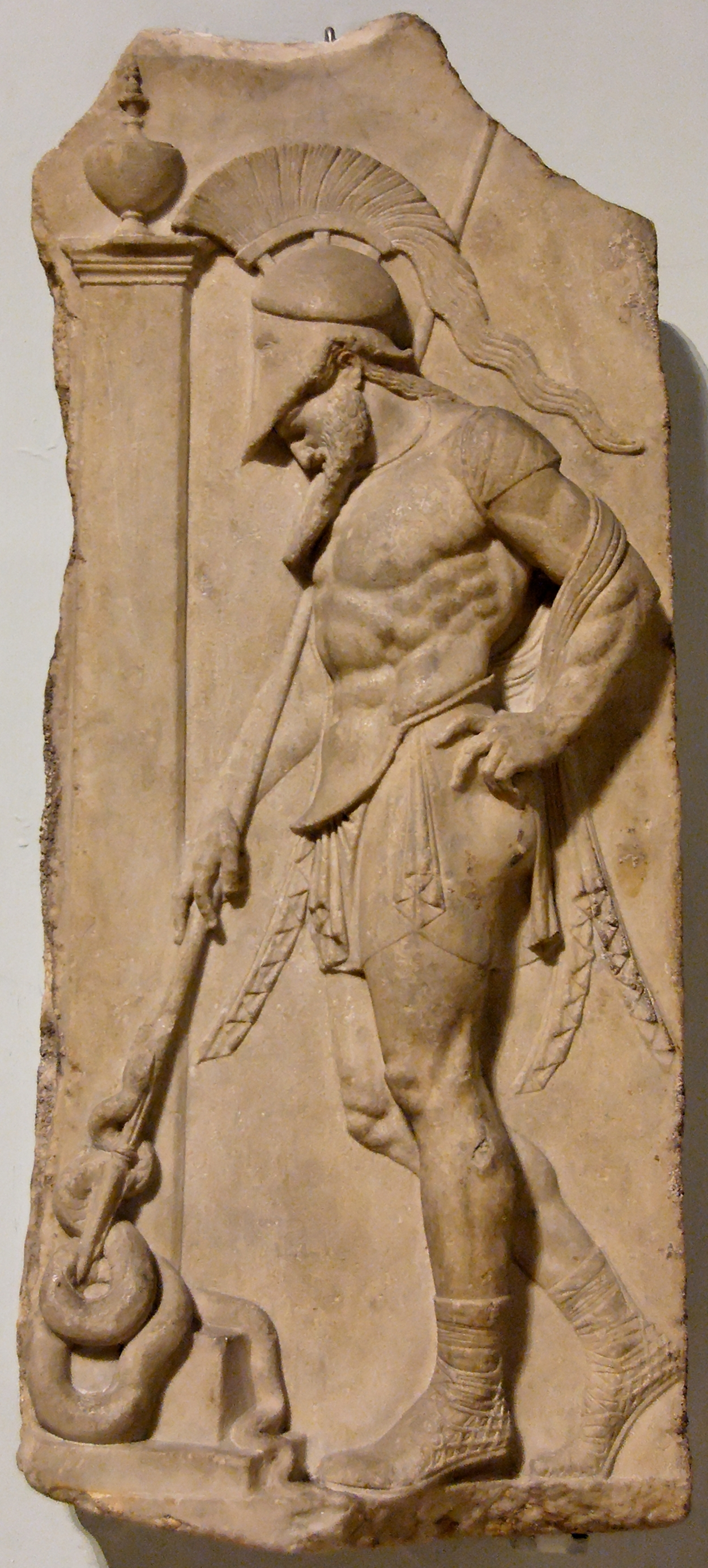
Estela romana neo-ática representando um guerreiro com armadura muscular, idealização das formas masculinas sem nudez

A visão da nudez masculina na Roma Antiga diferia daquela dos Gregos, cujo ideal de excelência masculina foi expresso pelo corpo masculino nu na arte e também na vida real como em competições atléticas. O toga, em contraste, distinguia o corpo do homem adulto  cidadão em Roma. O poeta Quinto Ênio (~239–169 a.C) declarou que “expor corpos nus entre os cidadãos é o começo da desgraça pública (flagitium),“ um sentimento ecoado por Cícero
A nudez pública podia ser ofensiva ou mesmo desagradável em ambientes tradicionais; Cícero ironiza Marco Antônio como indigno por aparecer quase nu como participante do festival Lupercália, embora isso fosse ritualmente exigido. As conotações negativas de nudez incluíam a derrota na guerra, já que os cativos eram despojados e vendidos como escravos. Os escravos à venda eram frequentemente exibidos nus para permitir que os compradores os inspecionassem em busca de defeitos e também simbolizar que não tinham o direito de controlar seus próprios corpos. A desaprovação da nudez era menos uma questão de tentar reprimir o desejo sexual inadequado do que dignificar e marcar o corpo do cidadão.. Assim, o 'reciário', um tipo de gladiador que lutava com o rosto e corpo totalmente descobertos, eram considerados e pensados como não-masculinos. A influência da arte grega, no entanto, levou à nudez heroica dos homens e dos deuses romanos, uma prática que começou no século II a.C. Quando estátuas de generais romanos nus à maneira das religiões helênicas começaram a ser exibidas, elas eram chocantes - não simplesmente porque expunham a figura masculina, mas porque evocavam conceitos de realeza e divindade que eram contrários aos ideais de cidadania da República Romana incorporados pelo uso da toga. Na arte produzida sob Augusto César, a adoção da arte helenística e do estilo Neo-Ático levou a uma significação mais complexa do corpo masculino mostrado totalmente nu, parcialmente nu, ou fantasiado em uma couraça de músculos. Os romanos que competiam nos Jogos Olímpicos antigos presumivelmente seguiram o costume grego de nudez, mas a nudez atlética em Roma foi datada de várias formas, possivelmente já no início dos jogos de estilo grego no século II a.C., mas talvez não regularmente até a época de Nero por volta de 60 d.C.
Romanos que competiam nos Jogos Olímpicos da Antiguidade ao mesmo tempo que a sexualidade fálica era retratada de forma onipresente. O fálico amuleto conhecido como o fascinus (do qual a palavra portuguesa "fascinado" em última análise deriva) deveria ter poderes para afastar o mau olhado e outras forças sobrenaturais malévolas. Aparece frequentemente nos vestígios arqueológicos de Pompeia sob a forma de "tintinnabula" (sinos "espanta espíritos") e outros objetos como lâmpadas.  O falo é também a característica definidora do deus grego importado Priapo, cuja estátua era usada como um "espantalho" nos jardins. Um pênis descrito como ereto e muito grande era provocador de riso, grotesco ou apotropismo. A arte romana regularmente apresenta nudez em cenas mitológicas, e arte sexualmente explícita aparecia em objetos comuns, como vasos, lâmpadas e espelhos, bem como entre as coleções de arte de casas ricas.
Respeitáveis mulheres de Roma Antiga eram retratadas vestidas. A nudez parcial das deusas na arte imperial romana, no entanto, podia destacar os seios como imagens dignas, mas prazerosas significando nutrição, abundância e paz.  O corpo feminino completamente nu como retratado na escultura foi pensado para incorporar um conceito universal de  Vênus, cuja contraparte Afrodite foi a deusa mais frequentemente retratada como nua na arte grega. No século I d.C., a arte romana mostrou um amplo interesse no nu feminino envolvido em atividades variadas, incluindo sexo.
A arte erótica encontrada em Pompeia e Herculano podia retratar mulheres, realizando atos sexuais nus ou freqüentemente usando um strophium (sutiã sem alças) que cobre os seios, mesmo quando, de outra forma, nus. A literatura latina descreve prostitutas se exibindo nuas na entrada de seus cubículos de bordel, ou usando roupas transparentes de seda.
A exibição do corpo feminino tornou-o vulnerável; Varro pensava que a palavra latina para "visão, olhar", "visus", estava etimologicamente relacionada com "vis", "força, poder". A conexão entre visus e vis, disse ele, também implicava o potencial de violação, assim como Actaeon olhando para a nudez de [Diana (mitologia) | Diana]] violou a deusa.  .
Uma exceção à nudez pública eram as termas romanas, embora as atitudes em relação aos banhos nus também tenham mudado com o tempo. No século II a.C., Catão, o Velho preferiu não se banhar na presença de seu filho, e Plutarco disse que para os romanos desses tempos antigos era considerado vergonhoso para os homens maduros exporem seus corpos para machos mais jovens. Mais tarde, porém, homens e mulheres podem até se banhar juntos. Alguns judeus helenizados ou romanizados recorriam à restauração do prepúcio, um procedimento cirúrgico para "repor" o prepúcio "por causa do decoro".

## Japão

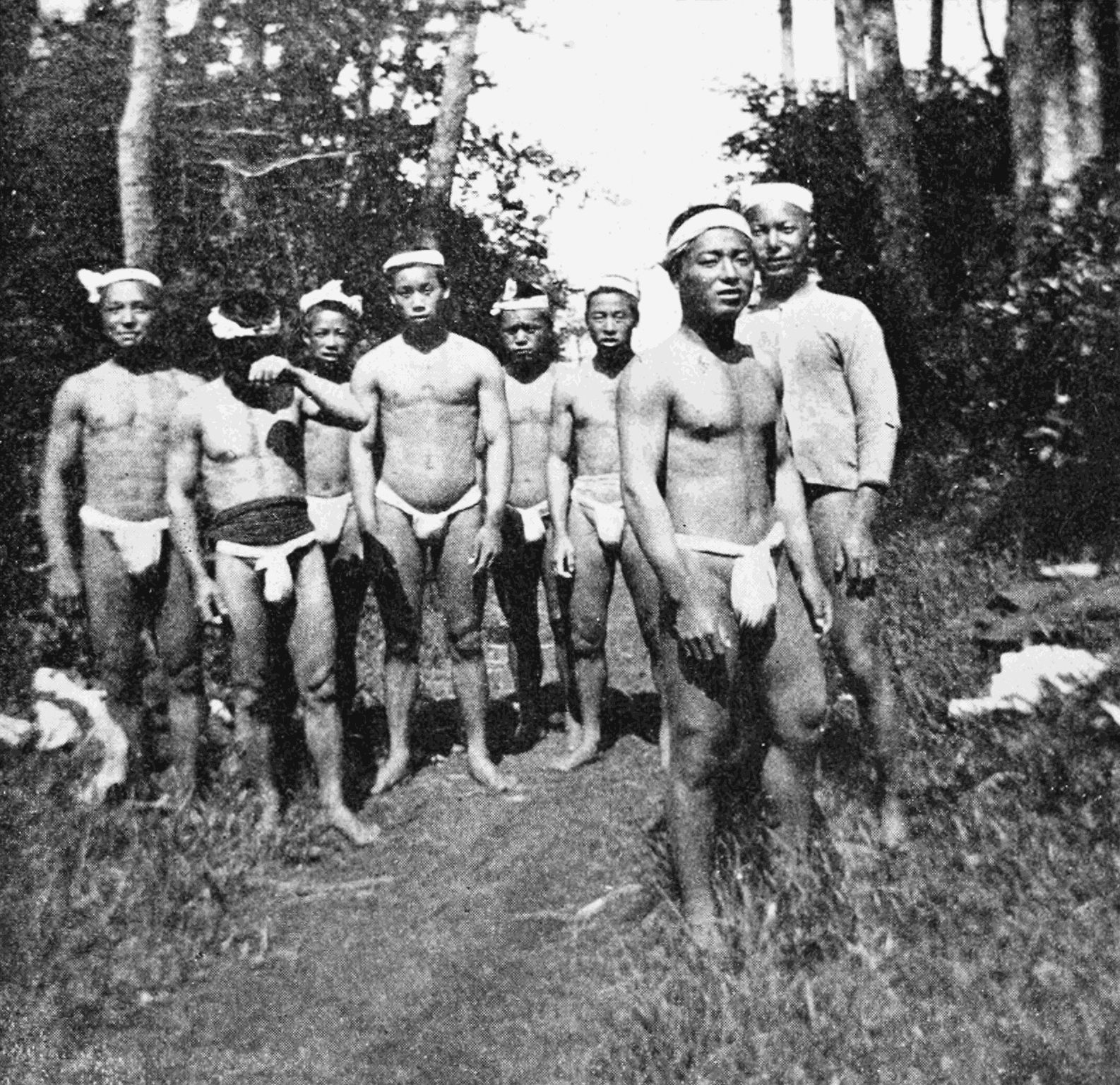
Pescadores de Misaki, 1904

A luta livre sumô, praticada por homens em trajes cerimoniais com um tamanho de tanga que expõe as nádegas como uma cinta de atleta, em geral é considerado sagrado sob Shintō. O banho público e comum de sexos mistos também tem uma longa história no Japão. A prática do  topless público foi considerada geralmente aceitável também até a ocupação dos Estados Unidos após a Segunda Guerra Mundial quando o general Douglas MacArthur passou decretos que exigiam que as mulheres cobrissem os seios e proíbiam pornografia que contivessem close-ups das genitalia.
A nudez pública era bastante normal e comum no Japão até a Restauração Meiji. O intérprete de Comodoro Matthew C. Perry, Rev. S. Well Williams escreveu: "A modéstia, julgando pelo que vemos, pode ser considerada desconhecida, pois as mulheres não fazem nenhuma tentativa de esconder o seio, e cada passo mostram a perna acima do joelho, enquanto os homens geralmente andam com o menor pedaço de pano possível, e isso nem sempre é cuidadosamente colocado. Homens e mulheres nus são vistos nas ruas, e uniformemente recorreram à mesma casa de banho, independentemente. Mmovimentos, imagens e conversas lascivos parecem ser a expressão comum dos atos e pensamentos do povo, isso a ponto de enojar todo mundo ".
Após a Restauração Meiji, o governo japonês iniciou uma campanha para instituir uma cultura nacional uniforme e suprimir práticas como a nudez pública e a micção, que eram feias, anti-higiênicas e perturbadoras para os visitantes estrangeiros. Banho de gênero misto foi banido. A aplicação dessas regras não foi consistente e ocorreu com mais frequência em Tóquio e em outras grandes cidades com um grande número de visitantes estrangeiros.
Apesar da falta de tabus na nudez pública, a arte tradicional japonesa raramente retratava indivíduos nus, exceto pinturas de casas de banho. Quando as primeiras embaixadas abriram em países ocidentais no final do século XIX, os dignitários japoneses ficaram chocados e ofendidos com a predileção europeia por estátuas e bustos nus. No entanto, os estudantes japoneses que viajavam para a Europa para estudar ficaram expostos à arte ocidental e à sua nudez frequente. Em 1894, Kuroda Seikia foi o primeiro artista japonês a exibir publicamente uma pintura de uma mulher nua se acariciando. O trabalho causou um alvoroço público, mas gradualmente a nudez tornou-se mais aceita na arte japonesa e, nos anos 1910, era comum e aceitável desde que os pelos pubianos não fossem mostrados. Na década de 1930, representar o púbis era aceito desde que não fosse excessivamente detalhado ou o foco principal da imagem. No entanto, a arte pornográfica que apresentava representações gráficas de nudez e atos sexuais já existia no Japão há séculos, a chamada Shunga.
Na cultura tradicional japonesa, a nudez era tipicamente associada à classe baixa da sociedade, ou seja, àqueles que realizavam trabalho manual e freqüentemente usavam pouca roupa quando a temperatura o permitia. A classe alta, em comparação, era esperada ser modesta e completamente vestida, com roupas finas em particular consideradas mais eróticas do que a própria nudez. Depois da Restauração Meiji, os japoneses da classe alta começaram a adotar roupas ocidentais, que incluíam roupas íntimas, algo que não fazia parte do guarda-roupa tradicional japonês, exceto pelas tanga usadas pelos homens.
A roupa íntima, no entanto, não era comumente usada no Japão até depois da Segunda Guerra Mundial, apesar das tentativas do governo de impor padrões ocidentais. O desastroso terremoto de Kantou em Tóquio foi amplamente usado como pretexto para reforçá-los, pois a propaganda do governo alegava que muitas mulheres pereceram porque tinham medo de pular ou sair de prédios em ruínas ou em chamas devido à quimonos voando abertos e expondo suas partes íntimas. Na verdade, tinha mais a ver com a falta de padrões adequados de construção e com as casas japonesas tradicionais sendo construídas com papel e madeira inflamáveis; Além disso, não havia evidências de que as mulheres estivessem preocupadas com a exposição acidental, especialmente porque a maioria dos japoneses ainda usava trajes tradicionais sem roupas de baixo.
Após a Segunda Guerra Mundial, quando o Japão foi ocupado pelos militares aliados, a nudez pública foi mais amplamente suprimida e as roupas ocidentais, que incluíam cuecas, sutiãs e calcinhas, tornaram-se normais.

## Culturas tradicionais
Em algumas culturas de caçadores-coletores de climas quentes, a nudez (ou nudez quase completa) tem sido, até a introdução da cultura ocidental ou do Islã a norma social para ambos homens e mulheres.
A nudez completa entre os homens e nudez também completa ou quase completa entre as mulheres ainda é comum entre os Mursi, Surmas, Nubas,  Karimojong, Kirdi, Dinka e às vezes Masai na África, assim como Matsés, Ianomâmis, Suruuarrás, Xingu, Matis e Galdu na América do Sul. Many indigenous peoples in Africa and South America train and perform sport competitions naked O povo Nuba, no sul do Sudão, e tribos da região do Xingu na região amazônica do Brasil, por exemplo, fazem lutas peladas, enquanto os Dinka, Surma e Mursi, no sul do Sudão e Etiópia, organizam lutas entre homens despidos. Monges Digambara da Índia praticam Yoga despidos (ou nudez ritual, como eles preferem chamar). Com as crescentes influências das culturas ocidental e muçulmana, essas tradições podem desaparecer em breve.
Em algumas culturas da África e da Melanésia, homens, exceto por uma corda amarrada na cintura são considerados devidamente vestidos para a caça e outras atividades de grupo tradicionais. Em várias tribos da Oceania, na ilha de Nova Guiné, os homens usam cascas duras como Koteka uma cobertura somente para o pênis. No entanto, um homem sem essa "cobertura" poderia ser considerado em um estado embaraçoso de nudez. Entre o povo Chumash (tribo) do sul da Califórnia, os homens geralmente estavam nus, e as mulheres freqüentemente em topless. Nativos americanos da Bacia do rio Amazonas geralmente ficavam nus ou quase nus; em muitas tribos nativas, a única roupa usada era algum dispositivo usado pelos homens para fechar o prepúcio. No entanto, outras culturas semelhantes tiveram padrões diferentes. Por exemplo, outros nativos norte-americanos evitavam a nudez total, e os nativos americanos das montanhas e do oeste da América do Sul, como os quíchuas, mantinham-se bastante cobertos. Esses tabus normalmente só se aplicam aos adultos; As crianças nativas americanas freqüentemente ficavam nuas até a puberdade, se o tempo permitisse (uma Pocahontas de 10 anos de idade escandalizou os colonos de Jamestown, aparecendo em seu acampamento nua).
Ibne Batuta (1304–1369) julga o comportamento do povo do Império Mali:

Entre suas más qualidades estão seguintes. As mulheres servas, meninas-escravas e jovens meninas andam na frente de todos nus, sem um ponto de roupa sobre eles. As mulheres vão para a presença do chefe nuas e sem cobertores, e suas filhas também ficam nuas
Em 1498, em Trinidad, Cristóvão Colombo encontrou as mulheres totalmente nuas, enquanto os homens usavam um cinto leve chamado guayaco. Na mesma época, na costa do Pará, as meninas se distinguiam das mulheres casadas por sua nudez absoluta. A mesma ausência de vestuário foi observada entre os Chaymas de Cumaná, Venezuela, e Du Chaillu notou o mesmo entre os Achiras no Gabão.

## História recente
Na Europa até o século XVIII, o banho não segregado nos rios era a norma. Além disso, a prática do hoje chamado topless foi amplamente aceita entre todas as classes sociais e mulheres desde rainhas até prostitutas normalmente usavam roupas destinadas a desnudar os seios. Durante o período do Iluminismo, os tabus contra a nudez começaram a crescer e na era vitoriana, a nudez pública foi considerada obscena. Além das praias serem separadas por gênero, cabines para banho dotadas de rodas também foram usadas para permitir que as pessoas que tinham mudado para traje de banho entrassem diretamente na água. Durante a década de 1860, a natação nua tornou-se uma ofensa pública na Grã-Bretanha. No início do século XX, até o peito de homem exposto era considerado inaceitável. Nesse período, os trajes de banho das mulheres tinham que cobrir pelo menos as coxas e a exposição de mais do que isso poderia levar a prisão por prostituição pública. A moda praia começou a se afastar desse grau extremo de modéstia na década de 1930, depois que o astro de Hollywood Johnny Weissmuller começou a ir às praias em shorts, depois do qual as pessoas rapidamente começaram a copiá-lo. Após a Segunda Guerra Mundial, o biquíni foi inventado pela primeira vez na França e, apesar do escândalo inicial em torno dele, foi generalizado e considerado normal na década de 1960.
Esporte no sentido moderno da palavra tornou-se popular apenas no século XIX. A nudez nesse contexto era mais comum na Alemanha e nos países nórdicos. 
Em 1924, na União Soviética, uma organização informal chamada "Abaixo a Vergonha" realizou marchas em massa de pessoas nuas num esforço para dissipar a moralidade "burguesa" anterior.. Durante a década seguinte, Stalin subiu ao poder e rapidamente reprimiu as ideias radicais que haviam circulado nos primeiros anos da União Soviética. O nudismo e a pornografia eram proibidos, e a sociedade soviética permaneceria rigidamente conservadora pelo resto da existência da URSS. Após o colapso da União Soviética em 1991, um clima social muito mais intenso prevaleceu na Rússia e os clubes e praias naturistas reapareceram.
Os países escandinavos geograficamente isolados foram menos afetados pelos tabus sociais vitorianos e continuaram com sua cultura da sauna. Nadar nu em rios ou lagos era uma tradição muito popular. No verão, havia balneários com acomadações de madeira, casas de banho muitas vezes de tamanho considerável, acomodando numerosos nadadores. Eram construídos em parte sobre a água e os painéis impediam que os banhistas fossem vistos de fora. Originalmente, as casas de banho eram apenas para homens; hoje há geralmente seções separadas para homens e mulheres.
Para os Jogos Olímpicos de 1912 em Estocolmo, em 1912, o cartaz oficial foi criado por um artista ilustre. Ele mostrava vários atletas masculinos nus (seus órgãos genitais obscurecidos) e por isso era considerado ousado demais para distribuição em certos países. Cartazes para as Olimpíadas de 1920 em Antuérpia, Olimpíadas de 1924 em Paris e Olimpíadas de 1952 em Helsinki também apresentavam figuras masculinas nuas, evocando as origens clássicas dos jogos. O pôster das Olimpíada de 1948 em Londres apresentava o discóbolo, uma escultura nua de um lançador de discos.
Nos primeiros anos do século XX, um movimento nudista começou a se desenvolver na Alemanha, que estava ligado a um interesse renovado pelas ideias gregas clássicas do corpo humano. Os chamados clubes Freikörperkultur (FKK) surgiram durante esse período e começaram a afastar o público alemão em grande parte dos códigos de modéstia vitorianos que haviam herdado. Durante a década de 1930, a liderança nazista proibiu organizações naturistas ou as colocou sob o controle do partido, e a opinião sobre elas parece ter sido dividida. O Ministro da Propaganda Joseph Goebbels considerava a nudez decadente enquanto Heinrich Himmler e a SS a endossavam.
A nudez masculina nos EUA e em outros países ocidentais não foi um tabu durante grande parte do século XX. As atitudes sociais sustentavam que era saudável e normal que homens e meninos ficassem nus em torno um do outro e que escolas, ginásios e outras organizações desse tipo normalmente exigissem natação nua masculina em parte por razões sanitárias devido ao uso de trajes de banho de lã. Filmes, anúncios e outras mídias frequentemente mostravam banhos nus masculinos com natação. Houve menos tolerância à nudez feminina e as mesmas escolas e ginásios que insistiram em que a roupa de banho de lã não fosse higiênica para os homens não abriu uma exceção quando se tratava de mulheres. No entanto, algumas escolas permitiam que as meninas nadassem nuas se quisessem. Para citar um exemplo, as escolas públicas começaram a permitir natação nua em 1947, mas terminaram depois de algumas semanas após os protestos dos pais. Outras escolas continuaram permitindo isso, mas nunca foi uma prática universalmente aceita como natação masculina nua.
Durante a década de 1960, houve uma crescente opinião de que os meninos não deveriam nadar nus se não quisessem, em parte devido aos altos padrões de vida pós-guerra que criavam mais expectativas de privacidade e também de queixas de que a suposta natureza anti-higiênica da roupa de banho de lã não parecia representar um problema para as meninas. Na década de 1970, a maioria das escolas e academias dos EUA tinha se tornado integrada para ambos gêneros, o que pôs fim à natação nua.
Depois da Segunda Guerra Mundial, a comunista Alemanha Oriental tornou-se famosa por suas praias de nudismo e pela ampla cultura FKK, uma liberdade rara permitida em uma sociedade regimental. Em comparação, o naturismo não era tão popular na Alemanha Ocidental, uma das razões é que as igrejas tinham mais influência do que na secularizada DDR. Após a reunificação da Alemanha em 1990, a popularidade do FKK caiu devido a um influxo de alemães ocidentais mais prudentes para o leste, bem como ao aumento da imigração de turcos e outros muçulmanos socialmente conservadores. 
Em 1957, o Arkansas aprovou uma lei para tornar ilegal "defender, demonstrar ou promover o nudismo". A lei aplica-se aos espaços públicos e à propriedade privada.
Durante as décadas de 1960 e de 1970, grupos feministas na França e na Itália fizeram lobby e obtiveram a legalização de praias de topless apesar da oposição da Igreja Católica. A Espanha acabaria por permitir a prática de topless em suas praias, mas somente após a morte do ultraconservador ditador católico Francisco Franco em 1975. Embora a nudez pública não seja um grande tabu na Europa continental, a Grã-Bretanha e os Estados Unidos tendem a vê-la menos favoravelmente, e clubes naturistas não são tão orientados para a família como na Alemanha e em outros lugares, com praias de nudismo sendo frequentemente vistas preconceituosamente como locais de encontro para homossexuais. Hoje em dia, a maioria dos países europeus permite topless em praias normais, com nudez total permitida apenas em praias de nudismo designadas. Apesar disso, é muito normal em muitas partes da Europa alguém mudar de roupa publicamente, mesmo que a pessoa fique totalmente nua no processo, pois isso não é considerado como nudez pública.
Uma demonstração secundária ocasional - muitas vezes ilegal - ocorre quando um membro do público usa um espaço esportivo para se apresentar despido, o chamado streaking. O streaking tornou-se mais popular na década de 1970. Não foi até à década de 1990 (e depois) que a nudez veio a ser esperada em grandes eventos públicos, como nas corridas Bay to Breakers e World Naked Bike Ride.  Pela abordagem dessexualizada e negativa do sexo por parte de alguns grupos nudistas contemporâneos, alguns observadores sugeriram que o nudismo do século XXI experimentou um toque de maior prudência.

## Crianças
Em muitas culturas na história, havia poucos tabus sobre as crianças estarem publicamente nuas, embora o ponto em que essa se torna inaceitável tenha variado entre o estágio da criança e até a puberdade ser atingida por volta dos 11-12 anos (veja o exemplo acima de Pocahontas) . Em alguns países ocidentais desde o final do século XX, as atitudes públicas passaram a considerar qualquer nudez infantil após o estágio infantil inaceitável. Isso se estendeu até mesmo à ideia de cobrir o peito de meninas pré-adolescentes em todos os momentos, apesar da ausência de seios. Como conseqüência, nos EUA e na Grã-Bretanha, bebês e crianças nuas desapareceram em grande parte das propagandas e outras formas de mídia, embora fossem comuns antes dos anos 1970. Em um dos mais notáveis exemplos de publicidade, a famosa Coppertone Logo, que mostrava uma menina usando seu traje de banho puxado por um cachorro para expor suas linhas de bronzeado, foi mudada nos anos 1990-2000 para revelar menos pele.